# 網背盾介殼蟲
網背盾介殼蟲（学名：Pseudaonidia duplax）为盾介殼蟲科網背盾介殼蟲屬下的一个种。